# 费尔特霍莫克
费尔特霍莫克，是匈牙利杰尔-莫雄-肖普朗州所辖的一个村。总面积12.61平方公里，总人口594，人口密度47.1人/平方公里（2011年1月1日）。